# 洪麟绶
洪麟绶（？—？），清朝政治人物，咸丰六年（1856年）进士。
洪麟绶曾于同治三年接替卢烑任龙岩知州一职，同治四年由陈源豫接任。